# Maybe (пісня Валентини Монетти)
«Maybe» (укр. «Може бути») — пісня сан-маринської співачки Валентини Монетти, з якою вона представляла Сан-Марино пісенному конкурсі Євробачення 2014 у Копенгагені, Данія. У фіналі конкурсу пісня набрала 14 балів і посіла 24 місце.